# Central Intelligence Agency

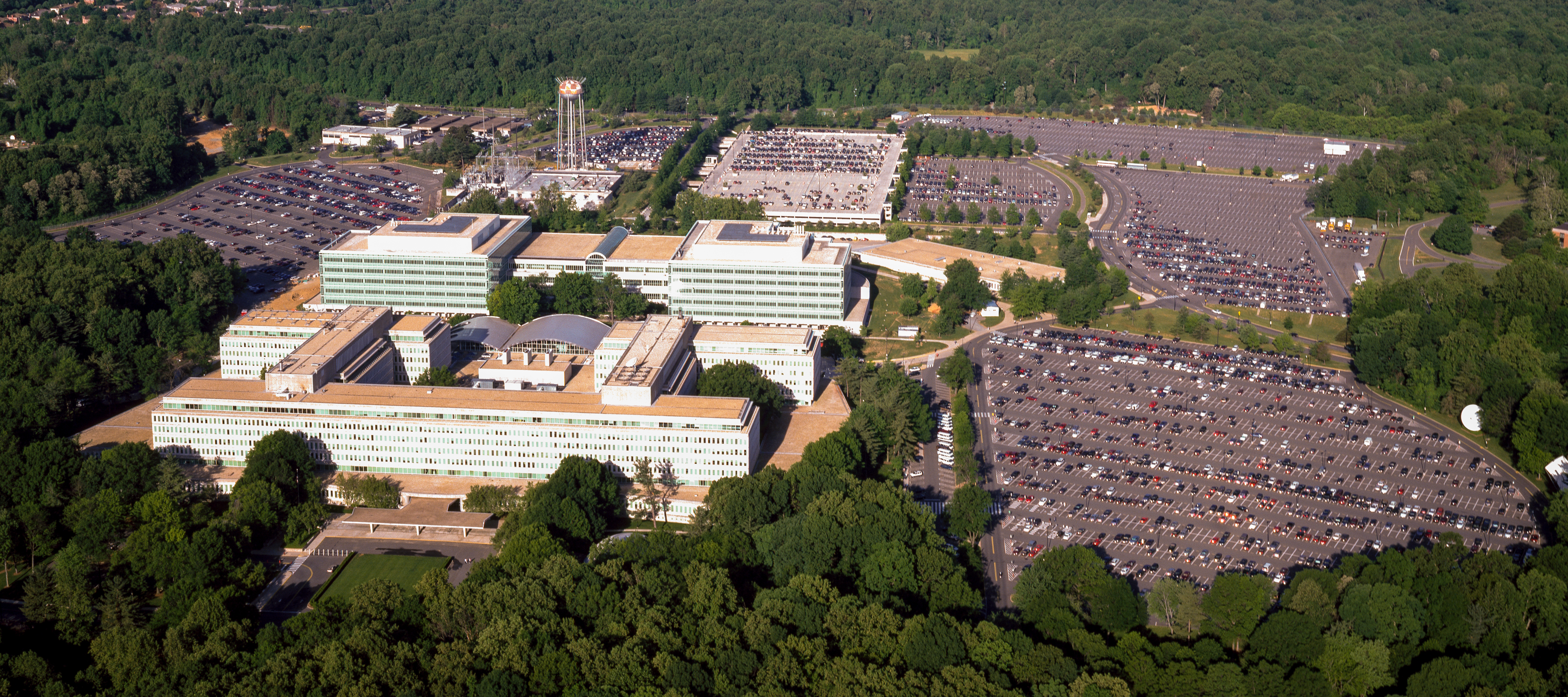
Hauptsitz der Central Intelligence Agency (CIA) in Langley

Die Central Intelligence Agency (zu deutsch Zentrale Nachrichtendienstagentur), offizielle Abkürzung CIA, ist ein Auslandsgeheimdienst der Vereinigten Staaten. Im Gegensatz zu den anderen US-Nachrichtendiensten, insbesondere der National Security Agency (NSA), liegt der Schwerpunkt der CIA eher in der Beschaffung von Informationen von und durch Menschen (Human Intelligence, HUMINT) als durch Technik (Signals Intelligence, SIGINT).

## Auftrag

### Aufgaben
Die CIA ist ein Geheimdienst mit Sitz in Langley, Virginia. Im Gegensatz zu einem Nachrichtendienst, dessen Aufgabe die reine Gewinnung von geheimen Informationen ist, gehören zu den Aufgaben der CIA nicht nur Spionage und Analyse von Informationen, um sie der US-amerikanischen Regierung zur Verfügung zu stellen, sondern auch Geheimoperationen im Ausland.
Im Gegensatz zur National Security Agency (NSA) liegt der Beschaffungsschwerpunkt der CIA weniger auf technischer Informationsgewinnung (Signals Intelligence), als primär auf der Nutzung menschlicher Quellen (Human Intelligence).

### Rechtsgrundlage
Die CIA wurde auf Grundlage des National Security Act im Jahre 1947 gegründet. Dieses nach wie vor gültige Gesetz unterstellte die CIA dem Präsidenten der Vereinigten Staaten. Sie darf auf dessen Weisung verdeckte Operationen, politische und militärische Einflussnahme im Ausland betreiben. Der National Security Act gab dem Kongress der Vereinigten Staaten keine Kontrollrechte über die CIA und der CIA selbst keine Arbeitsrichtlinien. Mit dem im Jahr 1978 eingeführten Foreign Intelligence Surveillance Act wurde unter anderem verfügt, dass die CIA dem Geheimdienstausschuss des Senats und dem Geheimdienstausschuss des Repräsentantenhauses gegenüber berichtspflichtig ist. Die CIA ist dem Kongress gegenüber jedoch nicht weisungsgebunden. Anders als sonstige Behörden braucht die CIA ihren Haushalt nicht zu veröffentlichen.

## Organisation
Die CIA ist Teil der United States Intelligence Community (IC). Innerhalb dieser Community berichtet die CIA dem Director of National Intelligence, der die Koordinierung der Intelligence Community übernimmt. Die Intelligence Community ist mit 17 verschiedenen Geheim- und Sicherheitsdiensten die größte Vereinigung dieser Art weltweit.

### Struktur
Die CIA ist in fünf Direktorate (Abteilungen) unterteilt. Alle Abteilungen werden von einem Abteilungsleiter im Range eines stellv. Leiters (Deputy Director) der CIA geleitet. Die Abteilungsleiter sind Teil der Leitungsebene der CIA.

#### Directorate of Analysis
Das Directorate of Analysis ist verantwortlich für die Auswertung und Bewertung aller gesammelten Informationen der CIA.

#### Directorate of Operations
Die für die verdeckten Operationen der CIA zuständige Abteilung ist das Directorate of Operations, ehemals National Clandestine Service.
Das Directorate of Operations ist verantwortlich für die Beschaffung der Informationen. Ihr untersteht auch das Special Activities Center, eine paramilitärische Spezialeinheit.

#### Directorate of Science & Technology
Das Directorate of Science & Technology ist verantwortlich für die Erforschung und Entwicklung neuer Methoden und Geräte zum Sammeln der Informationen.

#### Directorate of Support
Das Directorate of Support ist für die Unterstützung und Ausstattung der Agenten („Operatives“), beispielsweise durch Sicherheit, Informationen und Finanzen, verantwortlich.

#### Directorate of Digital Innovation
Das Directorate of Digital Innovation ist die neueste Abteilung der CIA und verantwortlich für die Innovation und Einführung neuer digitaler Technologien und IT-Infrastruktur innerhalb der CIA.

### Leitung
Die CIA wird durch den Director of the Central Intelligence Agency (DCIA) geleitet. Sie untersteht dem Director of National Intelligence (DNI). Neben den Abteilungen der CIA stehen der Direktorin auch weitere Personen zur Seite, die sie bei der Erfüllung ihrer Aufgaben unterstützen:
| Director of the Central Intelligence Agency (DCIA)         | John Ratcliffe       |
| Deputy Director of the Central Intelligence Agency (DDCIA) | David S. Cohen       |
| Chief Operating Officer of the Central Intelligence Agency | Maura Burns          |
| Director of Public Affairs                                 | Brittany Bramell     |
| General Counsel                                            | Kate Heinzelman      |
| Inspector General                                          | Christopher Sharpley |

### Dienstsitze
Der Dienstsitz der CIA befindet sich seit den 1950er-Jahren in Langley, Virginia, einem Vorort nordwestlich von Washington, D.C., dort im sogenannten George Bush Center for Intelligence. Der Campus hat keine offizielle Adresse, die dorthin führenden Straßen keinen Namen. Die CIA wird nach ihrem Dienstsitz häufig als Langley bezeichnet, manchmal auch salopp als Firma. Agenten werden gelegentlich spöttisch als Virginia Farm Boys bezeichnet, da die Grundausbildung in Camp Peary, einem militärischen Sperrgebiet des US-Verteidigungsministeriums stattfindet, was aber von der CIA genutzt wird. Es befindet sich in York County, Virginia. Das Gelände umfasst 37,53 km², von denen knapp 32,37 km² nicht bebaut sind. Der 400.000 m² große Bigler’s Millpond grenzt an den York-Fluss.
Die amerikanische Botschaft in Bern wurde zu einer Europa-Zentrale des US-Geheimdienstes CIA ausgebaut. In Bern befand sich nach dem Zweiten Weltkrieg die Europazentrale der CIA-Vorgängerorganisation OSS. In der Zwischenzeit wurde die CIA-Tätigkeit in Europa von Stuttgart aus koordiniert. Und im sogenannten Berner Club treffen sich seit Jahren Spione aus aller Welt zum Informationsaustausch.

### Partner
Das Open Source Center war eine Behörde des Director of National Intelligence, die auf das nachrichtendienstliche Sammeln und Auswerten von öffentlich zugänglichen Quellen spezialisiert ist. Sie wurde kommissarisch vom CIA-Direktor geleitet, bis sie 2015 umbenannt und in die CIA eingegliedert wurde.
Obwohl es in den vergangenen Jahren so aussah, als ob sich die CIA von der Zusammenarbeit mit der ehemaligen Firma Blackwater (jetzt Academi) distanziert hat, gibt es jetzt wieder gehäufte Berichte, dass immer noch eine sehr enge Zusammenarbeit existiert.

### Deutschland
In Wiesbaden befindet sich eine Außenstelle der CIA.
Der Spiegel berichtete 1986 unter Bezug auf das Magazin GEHEIM über den damaligen Stützpunkt in Frankfurt: „Vielfältig sind die Aktivitäten der CIA. Westdeutschland dient ihr wie kaum ein anderer Staat außerhalb der USA als Basis. Hunderte von CIA-Agenten arbeiten hier. Sie trainieren in versteckten Lagern potentielle Agenten. Von der Bundesrepublik aus beliefern sie Verbündete in aller Welt mit Waffen und anderem Nachschub [...]“ Dabei benannte er das I.G.-Farben-Haus (heute Teil der Goethe-Universität) am Grüneburg-Platz als Sitz in Frankfurt am Main, getarnt als „Department of the Army Detachment“: „von hier aus werden weltweit Operationen, vor allem im Nahen und Mittleren Osten, koordiniert, technisch vorbereitet und abgesichert.“

## Geschichte

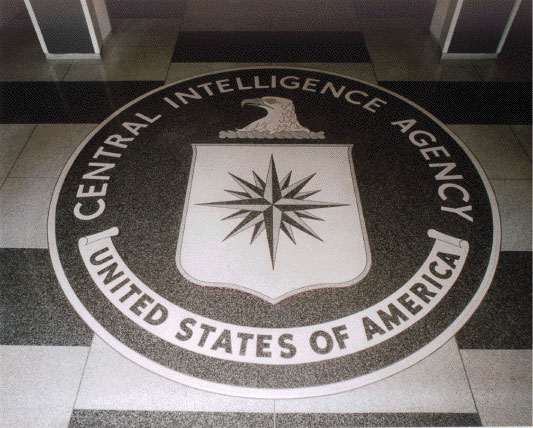
Im Boden eingearbeitetes CIA-Emblem in der Lobby des ursprünglichen Hauptquartiers

Vorläufer der CIA war im Zweiten Weltkrieg das Office of Strategic Services (OSS), aus dem von 1945 bis 1947 die von Luftwaffengeneral Hoyt S. Vandenberg geleitete Central Intelligence Group, CIG im Außenministerium hervorging. Man erkannte jedoch schnell, dass mit dem beginnenden Kalten Krieg ein Rumpf-Spionageapparat für die Weltmacht USA nicht ausreichte. Der Nachrichtendienst wurde am 18. September 1947 durch Verabschiedung des National Security Act gegründet.
Erster CIA-Direktor war Vizeadmiral Roscoe H. Hillenkoetter. Auf Hillenkoetter folgte 1950 Walter Bedell Smith, der jedoch den OSS-Veteran Allen Welsh Dulles zum Direktor einer Abteilung für spezielle verdeckte Aufgaben machte, die den Charakter der CIA entscheidend prägten. Dulles, der zwischen 1953 und 1961 als Direktor der CIA fungierte, war neben George Tenet am längsten an der Spitze der amerikanischen Auslandsspionage.
Während des Koreakrieges war die CIA für sämtliche nachrichtendienstlichen und auch militärischen Operationen hinter den feindlichen Linien zuständig. Die desaströsen Ergebnisse dieser Unternehmungen führten nach dem Krieg im Verteidigungsministerium zu der Erkenntnis, dass das Militär wieder für militärische Kommandooperationen zuständig sein sollte und zur Aufstellung der Special Forces, einer Truppe für asymmetrische Kriegführung. Diese Einheit bildete fortan die militärische Schnittstelle zur CIA.

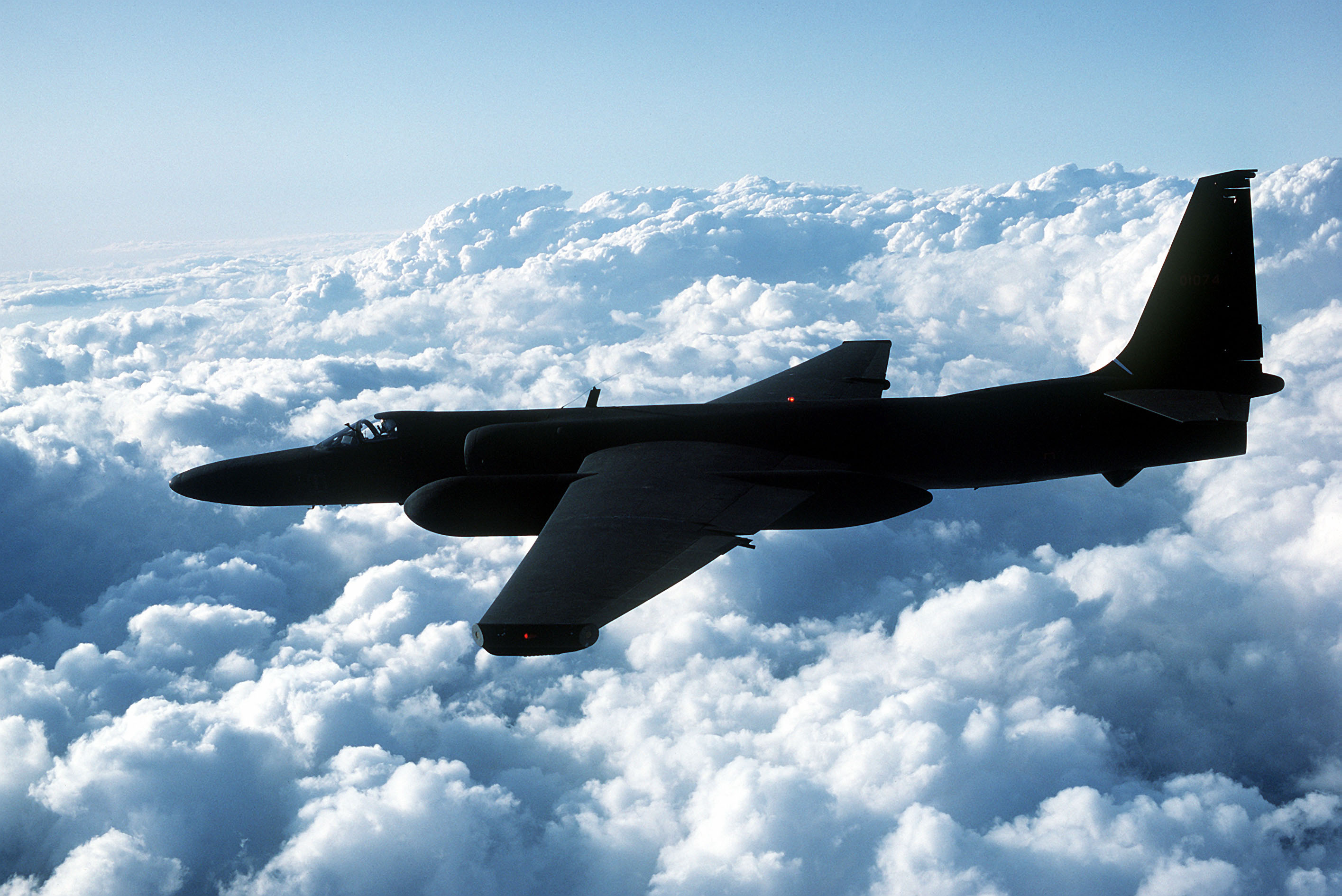
Lockheed U-2 „Dragon Lady“

Ende der 1950er-Jahre begann die CIA mit Spionageflügen in fremdem Luftraum, hauptsächlich über der Sowjetunion und der Volksrepublik China. Aus nachrichtendienstlicher und technischer Sicht waren die Programme mit Spionageflugzeugen, wie zum Beispiel U-2 und A-12, sehr erfolgreich.
CIA-Analytiker warnten vor einer militärischen Intervention in Nord- und Südvietnam; Sie begriffen die vietnamesischen Probleme als inneren Konflikt. Sie fanden jedoch kein Gehör bei der US-amerikanischen Regierung von Lyndon B. Johnson. Während des Vietnamkrieges leitete die CIA zahlreiche verdeckte Operationen in Laos, Kambodscha und Nordvietnam, war aber auch auf südvietnamesischem Gebiet sowohl in Pazifizierungs- als auch in Liquidierungsprogramme (Operation Phoenix) eingebunden und kontrollierte die Fluggesellschaft Air America. Bis in die 1970er-Jahre operierte die CIA zudem verdeckt in Lateinamerika und unterstützte unter anderem rechtsgerichtete Militärputsche gegen die demokratisch gewählten Regierungen Guatemalas (1954) , Brasiliens (1964) und Chiles (1973).
Innerhalb der Vereinigten Staaten war die CIA in den 1970ern gegen Bürgerrechts- und Friedensbewegungen aktiv, siehe Operation CHAOS. Dies führte ab 1975 zu Ermittlungen des Church Committee, die schließlich auch zu weiteren Operationen der CIA ermittelte. In der Folge erging ein im Februar 1976 von US-Präsident Gerald Ford erlassenes Verbot an alle US-Regierungsstellen, ausländische Staatschefs gezielt zu töten oder völkerrechtswidrige Umsturzoperationen zu planen. Die Ermittlungen des Church Committee führten außerdem zur Verabschiedung des Foreign Intelligence Surveillance Act im Jahr 1978, die zu einer Neuregelung der Zuständigkeiten führte und die US-Geheimdienste unter Aufsicht der beiden Geheimdienstausschüsse des Senats und des Repräsentantenhauses setzte.
1988 wurde George Bush als erster ehemaliger CIA-Chef (1976 bis 1977) zum Präsidenten der Vereinigten Staaten gewählt.
Im Jahr 1995 war das Hauptquartier der CIA das Ziel eines geplanten Attentats. Im Rahmen der Operation Bojinka sollte eine kleine mit Sprengstoff beladene Passagiermaschine gezielt in das Hauptquartier in Langley geflogen werden. Der Attentäter Abdul Hakim Murad nahm im Vorfeld Flugunterricht in North Carolina, um diesen Anschlag durchführen zu können. Der Plan wurde jedoch durch einen Brand im Apartment, in dem die Attentäter wohnten, vereitelt. Als Folge davon änderte al-Qaida ihre Pläne, was dann zu den Terroranschlägen am 11. September 2001 führte.

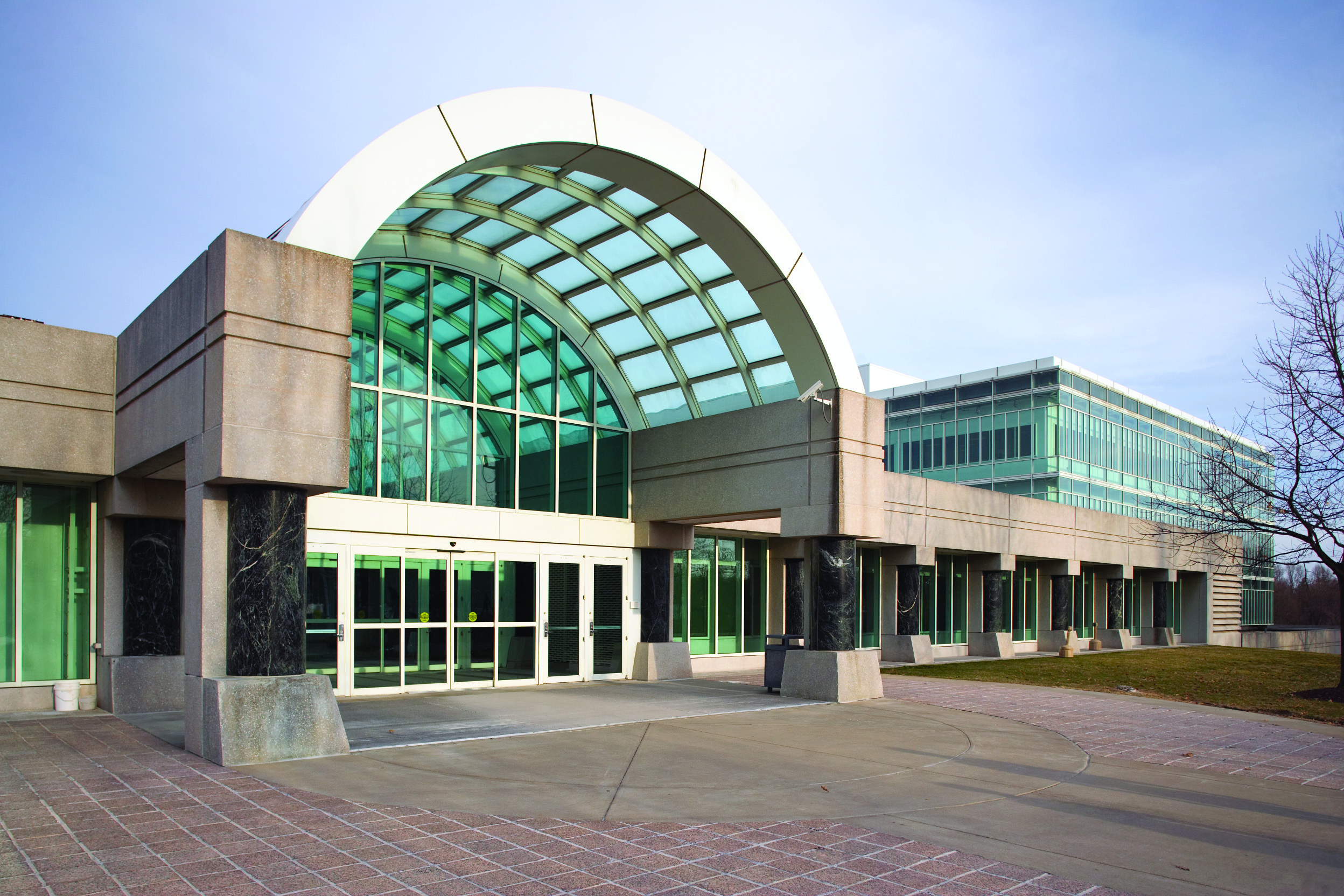
Haupteingang der CIA-Zentrale

Seit dem 11. Juli 1997 war George Tenet Direktor der CIA. Er trat am 3. Juni 2004 nach Kritik an der Arbeit des Dienstes im Zusammenhang mit dem Dritten Golfkrieg aus „persönlichen Gründen zurück“. Bis zur Ernennung eines neuen Direktors übernahm sein bisheriger Stellvertreter John E. McLaughlin kommissarisch die Leitung der CIA.
Seit etwa 2004 ist die CIA für viele Operationen mit Drohnen verantwortlich. Im August 2011 legte das Bureau of Investigative Journalism (BIJ) einen Bericht über Drohnenangriffe in Pakistan vor, für den etwa 2000 Medienberichte ausgewertet wurden. Demnach wurden seit 2004 mindestens 291 Einsätze durchgeführt, bei denen zwischen 2292 und 2863 Menschen starben. 126 bewaffnete Anführer der Islamisten, die namentlich bekannt sind, und mehrere hundert militante Islamisten wurden getötet. Etwa 385 bis 775 Unbeteiligte, darunter 164 Kinder, kamen bei den Angriffen ums Leben. Ähnliche Angriffe fanden auch im Jemen und auf dem afrikanischen Kontinent statt.
Vom 24. September 2004 bis 6. Mai 2006 war Porter Goss CIA-Chef, bis er auf Druck der Regierung Bush sein Amt zur Verfügung stellte. Seit dem 30. Mai 2006 leitete Michael V. Hayden, ehemaliger Leiter der NSA, die CIA. Bis April 2005 war der Direktor der CIA jeweils auch als Director of Central Intelligence für die Beratung des US-Präsidenten in Nachrichtendienstfragen zuständig und hatte die Führung der Gemeinschaft der US-Nachrichtendienste (Intelligence Community) inne. Im Zuge der Reform des US-amerikanischen Nachrichtendienstsystems nach den Terroranschlägen vom 11. September wurde diese Funktion auf den Director of National Intelligence übertragen, der gleichzeitig für die Koordinierung der Arbeit der CIA mit der anderer Nachrichtendienste und für die Auslandskooperation zuständig ist. Dadurch wurde die Rolle der CIA als führende Nachrichtendienstinstitution aufgehoben.
Anfang Januar 2009 wurde Leon Panetta vom designierten Präsidenten Barack Obama überraschend als neuer Direktor der CIA nominiert, obwohl er über keine geheimdienstliche Erfahrung verfügte. Nachdem Panetta im Juli 2011 Nachfolger des Verteidigungsministers Robert Gates wurde, wurde General David Petraeus als neuer Direktor der CIA nominiert.
Am 8. November 2012, wenige Tage nach den Präsidentschaftswahlen in den USA, reichte Petraeus ein Rücktrittsgesuch vom Amt ein, das US-Präsident Obama am 9. November 2012 annahm. Petraeus war zuvor als Kandidat für ein Ministeramt in der zweiten Amtszeit von Präsident Obama gehandelt worden. Als Grund für den Rücktritt nannte Petraeus eine außereheliche Affäre. Sein Amt wurde kommissarisch von Michael Morell übernommen, bevor John Brennan im Januar 2013 als neuer Direktor von Barack Obama nominiert wurde.
Mike Pompeo übernahm vom 23. Januar 2017 bis 26. April 2018 das Amt des Director of the Central Intelligence Agency. 2018 wurde er vom US-Präsidenten Trump zum neuen Außenminister der Vereinigten Staaten ernannt, als Nachfolger von Rex Tillerson.
Ab 26. April 2018 übernahm Gina Haspel kommissarisch die Leitung der CIA, zuvor war sie seit Februar 2017 stellvertretende CIA-Direktorin. Ab 21. Mai 2018 betraute der US-Präsident Trump sie mit dem Amt des Direktors. Ihre Amtszeit als CIA-Direktorin endete mit dem Amtsantritt des Präsidenten Joe Biden am 20. Januar 2021. Unter Joe Biden war William Joseph Burns von März 2021 bis 20. Januar 2025 Direktor der CIA.

## Bekannte Operationen

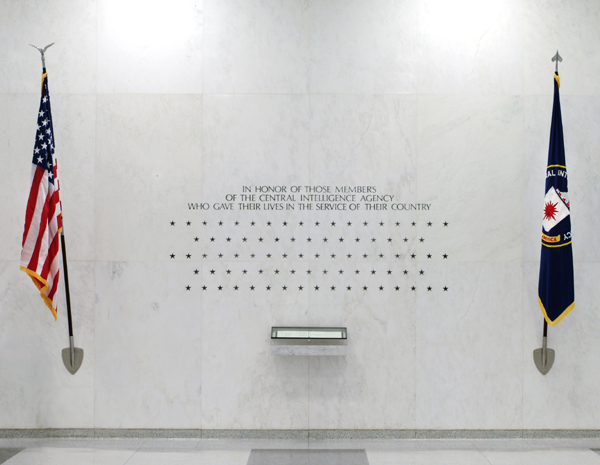
Ehrenmal der 102 im Einsatz gefallenen Agenten (83 Sterne zum Zeitpunkt der Aufnahme, Namen nur von 63 Personen bekannt, die unterhalb im „Book of Honor“ vermerkt sind) in der Zentrale in Langley

Es liegt in der Natur der Sache, dass geheimdienstliche verdeckte Operationen in der Regel nicht an die Öffentlichkeit gelangen. Die folgenden Operationen wurden meist durch die geschichtliche Forschung, Recherchen von Enthüllungsjournalisten, offizielle Untersuchungen oder die Freigabe von Dokumenten im Rahmen des Freedom of Information Act bekannt. Eine Vielzahl weiterer Beispiele finden sich in den Artikeln Liste von Militäroperationen der Vereinigten Staaten und Beteiligung der Vereinigten Staaten an Regierungswechseln im Ausland, an denen die CIA oft maßgeblich beteiligt war.
- Operationen zur finanziellen, logistischen und propagandistischen Unterstützung des Kampfes nationalistischer und antikommunistischer Partisanen- und Guerilla-Organisationen im Baltikum und in der Westukraine (Waldbrüder, OUN) gegen die Sowjetunion beginnend im Jahr 1949 bis in die frühen 1950er Jahre[24][25]
- Operation Mockingbird: Beeinflussung der Medien im Sinne der Ansichten und Ziele der CIA in den fünfziger Jahren, beginnend 1948
- Operation Zipper: Beauftragung und Finanzierung der Organisation Gehlen, der Vorläuferorganisation des Bundesnachrichtendienstes, von 1949 bis 1956. Mithilfe der Operation Zipper baute die CIA ihr Informationsaufkommen über die DDR und weitere Ostblockstaaten aus, ermittelte darüber hinaus unter anderem aber auch die Einstellung westdeutscher Eliten zur amerikanischen Deutschlandpolitik. Mitte der 1950er Jahre war Zipper in finanzieller Hinsicht die größte CIA-Operation in Europa.[26]
- Operationen in der Volksrepublik China: 1952 wurde eine C-47 der CIA in der chinesischen Provinz Jilin abgeschossen. Der Kommandant und der Copilot starben dabei. Zwei weitere Besatzungsmitglieder überlebten, wurden inhaftiert und konnten erst 1971 und 1973 in die USA ausreisen[27]
- Stay-behind-Organisationen: Aufbau und Unterhalt von paramilitärischen Partisanen-Einheiten und Stay-behind-Organisationen in Westeuropa von den 1950ern bis in die frühen 1990er-Jahre
- Operation Artischocke: Programm zur Erforschung von Gehirnwäsche- bzw. Verhörmethoden unter Anwendung von Drogen und Folter (1952)
- MKULTRA: Programm zur Bewusstseinskontrolle von 1953 bis in die 1970er-Jahre, Nachfolgeprogramm von Artischocke
- Kongress für kulturelle Freiheit: 1953 bis 1969, Beeinflussung der Kulturschaffenden in Westeuropa, um prowestliche Haltungen zu bestärken und den Marxismus zu bekämpfen. Förderung der abstrakten Kunst[28]
- Operation Ajax: Sturz des iranischen Premierministers Mossadegh 1953 in Zusammenarbeit mit dem iranischen General Fazlollah Zahedi
- Operation Fortune: geplanter Sturz des Präsidenten Jacobo Árbenz Guzmán in Guatemala in Zusammenarbeit mit der United Fruit Company und dem Diktator von Nicaragua, Anastasio Somoza García. Das Unternehmen wurde 1952 auf Druck des US-Außenministeriums eingestellt. Die konzeptionellen Überlegungen gingen über in Operation Success bzw. Operation PBSUCCESS
- Operation Washtub 1954 in Nicaragua
- Operation PBSUCCESS: Sturz des demokratisch gewählten Präsident von Guatemala (Jacobo Arbenz Guzmán) im Jahr 1954
- Unterstützung der Permesta-Rebellen in Indonesien 1958 zur Destabilisierung der Regierung Sukarno durch Falsche-Flagge-Operationen (siehe San-Flaviano-Affäre)
- Misslungener Militärputsch gegen Prinz Sihanouk in Kambodscha 1959[29]
- Invasion in der Schweinebucht (Operation Zapata): Invasionsversuch von Exilkubanern auf Kuba 1961, um die Revolutionsregierung Castros zu stürzen
- Die CIA lieferte der South African Police Special Branch Informationen, die 1962 zur Verhaftung Nelson Mandelas im damaligen südafrikanischen Apartheid-Regime führten[30]
- Air America: größte Fluggesellschaft Südostasiens während des Vietnamkriegs, von der CIA kontrolliert und seit 1962 intensiv für Geheimoperationen und zum Schmuggel von Heroin eingesetzt
- Operation Brother Sam: Verdeckte Operation zur Unterstützung des Militärputsches in Brasilien 1964, durch den die demokratisch gewählte Regierung von João Goulart gestürzt wurde.
- Verfolgung Che Guevaras in Bolivien in Zusammenarbeit mit der bolivianischen Armee im Jahre 1967, die mit seiner Exekution endete
- Operation Phoenix: Operation zur Identifizierung und Bekämpfung kommunistischer Führungskader der FNL (Viet Cong) während des Vietnamkriegs Mitte der 1960er-Jahre, der nach US-amerikanischen Angaben 6000, nach südvietnamesischen Quellen 20.000 Menschen zum Opfer fielen und bei der es zu etlichen Menschenrechtsverletzungen kam
- Operation CHAOS: Bespitzelung von rund 7000 Personen und 1000 Organisationen in den USA, die in Opposition zum Vietnamkrieg standen oder der Bürgerrechtsbewegung angehörten, aufgedeckt vom Journalisten Seymour Hersh
- Project FUBELT: Von 1970 bis zum Putsch 1973 verdeckte Operationen zur Unterminierung der demokratisch gewählten Allende-Regierung in Chile. Dabei waren CIA-Agenten auch in die Ermordung des pro-demokratischen Generalstabschefs René Schneider verwickelt. Dem waren bereits seit 1963 umfangreiche Propaganda-Aktionen gegen die Linksparteien in Chile vorangegangen
- Azorian-Projekt: Bergung des 1968 vor Hawaii gesunkenen sowjetischen U-Boots K-129 aus 5000 m Tiefe durch das extra gebaute Spezialschiff Hughes Glomar Explorer
- Operation Condor war eine multinationale Operation rechtsgerichteter Militärdiktaturen in Südamerika zur gemeinsamen Verfolgung und Tötung politischer Gegner, die von der CIA technisch und logistisch sowie durch Schulungen unterstützt wurde
- Operation IAFEATURE: Unterstützung der UNITA und der Intervention Südafrikas im Angolanischen Bürgerkrieg, die zum Eingreifen Kubas 1975 führte
- Project Stargate: Programm paranormale und übersinnliche Fähigkeiten für militärische und geheimdienstliche Zwecke zu nutzen zwischen 1978 und 1995.
- Operation Charly in Zentralamerika, 1979 bis ca. 1985: Bekämpfung von Guerillagruppen in El Salvador, Honduras und Guatemala unter Einbeziehung argentinischer und chilenischer Nachrichtendienste
- Contra-Krieg: Aufbau und Unterstützung der Contra-Guerillas im Krieg gegen Nicaragua von 1981 bis 1990, ausgeführt von der Vorläuferabteilung der Special Activities Division, dem paramilitärischen Arm der CIA
- Iran-Contra-Affäre: Finanzielle Unterstützung der Contras in Nicaragua durch Erlöse aus geheimen Waffenverkäufen an den Iran und die Duldung des von ihnen zur Eigenfinanzierung betriebenen Schmuggels von Kokain in die USA
- Operation Cyclone: Die Unterstützung des pakistanischen Inter-Services Intelligence bei der Ausbildung von mindestens 80.000 Mudschahedin und Belieferung afghanischer Widerstandsgruppen mit von den USA und Saudi-Arabien finanzierten Waffen während des Afghanistankriegs.[31]
- Operation Rosewood: Nach der deutschen Wiedervereinigung gelang es der CIA, einen Großteil der Klarnamen der DDR-Agenten im Ausland zu erbeuten
- 2006 fand ein Journalist der Chicago Tribune über eine Internetrecherche die Namen von 2600 CIA-Mitarbeitern heraus, einige davon verdeckte Ermittler. Auch Flugzeuge für verdeckte Aktionen der CIA und geheime Einrichtungen konnten so enttarnt werden[32][33]
- Am 6. September 2006 bestätigte US-Präsident George W. Bush öffentlich die Existenz und den Unterhalt von CIA-Geheimgefängnissen im Ausland, Black Sites genannt.[34] Ein Urteil des Obersten Gerichtshofes hatte festgestellt, dass die Aburteilung der Gefangenen durch Militärtribunale verfassungswidrig ist. Das Gericht stellte fest, dass nicht der Präsident, sondern alleine der Supreme Court die Kompetenz hat, US-Recht auszulegen.[35]
- 31. Dezember 2009: Homam Khaleel Mohammad Abu Mallal, ein jordanischer Arzt, wurde Berichten zufolge vom jordanischen Geheimdienst angeworben, um al Qaida in Afghanistan zu infiltrieren und Informationen zu beschaffen, die entscheidend für den militärischen Einsatz der USA in Afghanistan sind. Stattdessen richtete sich der 33-jährige Jordanier gegen sie. Er trug einen Sprengstoffgürtel unter der Kleidung, als er sich an Silvester zum Treffen mit Amerikas Agenten in der Forward Operating Base Chapman im Osten Afghanistans nahe Chost aufmachte. Er war ein Doppelagent. Der vermeintliche Überläufer riss sieben CIA-Agenten, darunter die Leiterin der CIA-Basis[36], Jennifer Lynn Matthews,[37] und seinen jordanischen Führungsoffizier, Sharif Ali bin Zeid vom GID, mit in den Tod[38]
- In den 1990er Jahren wurden Asylsuchende in Deutschland bei der Einreise von einem Verbindungsoffizier der CIA in Flüchtlingslagern wie z. B. den Adams Barracks im bayerischen Zirndorf befragt.[39]
- Operation Neptune Spear: Vorbereitung der Operation zur Gefangennahme oder Tötung von Osama Bin Laden, dem Anführer von al-Qaida, im Mai 2011
- Timber Sycamore: Bewaffnung und Ausbildung verschiedener teils islamistischer Rebellengruppen in Syrien, zur Unterstützung des Kampfes gegen die Syrischen Streitkräfte des Al-Assad-Regimes. Aufgrund von Berichten, dass die Waffen über Umwege teilweise auch an die al-Nusra-Front gingen, die die USA selbst als Terrororganisation einstuften, stark umstritten.[40]
- Operation Kayla Mueller: Vorbereitung der Operation zur Gefangennahme oder Tötung von Abu Bakr al-Baghdadi, dem Anführer des Islamischen Staates, im Oktober 2019

## Kritik & Kontroversen
Nicht selten bediente sich die CIA, so wie andere Geheimdienste auch, der Desinformation und illegaler Mittel, um die internationale Politik, die öffentliche Meinung und die Repräsentanten der Vereinigten Staaten zu beeinflussen.
Die Aktivitäten der CIA haben zu politischen Kontroversen in den Vereinigten Staaten und anderen Ländern geführt. Grund hierfür ist vor allem die erwiesene massive Einmischung in die inneren Angelegenheiten anderer Länder mittels verdeckter Operationen, zu der auch Staatsstreiche gegen demokratisch gewählte Regierungen zählten (siehe oben). Auch die lange praktizierte Installierung und Unterstützung von diktatorischen Regimes wird kritisiert, vor allem in Mittel- und Südamerika in den 1970er- und 1980er-Jahren, wie beispielsweise von Augusto Pinochet in Chile, Manuel Noriega in Panama und Somoza in Nicaragua, oder auch autokratischer Systeme wie die des Schahs im Iran. Ebenso wurde die frühere Zusammenarbeit mit ehemaligen Mitgliedern der Wehrmacht und der SS kritisiert (MK Ultra) oder bei der teilweisen Unterstützung und Duldung der sogenannten Rattenlinien, eines legalen Fluchtweges für NS-Kriegsverbrecher, wie zum Beispiel Klaus Barbie, die mit vom Vatikan und dem Roten Kreuz zur Verfügung gestellten amtlichen Dokumenten ausgestattet nach Südamerika entkamen.
Auch die Grenze zwischen ihren operierenden Agenten und Kombattanten ist dabei fließend. Ein bekanntes Beispiel ist die fehlgeschlagene Invasion in der Schweinebucht im Jahre 1961. Diese Praxis wird sowohl von Beobachtern in den USA als auch international scharf kritisiert.
Aus Dokumenten, die der Nachrichtendienst auf Geheiß seines Direktors Michael Hayden im Juni 2007 im Internet veröffentlichen ließ, ging hervor, dass die CIA in den sechziger Jahren Kubas Staatspräsident Fidel Castro vergiften lassen wollte. Auf der Liste geplanter politischer Morde des Dienstes standen diesen Unterlagen zufolge auch der Anführer der Unabhängigkeitsbewegung im Kongo, Patrice Lumumba, sowie der Machthaber der Dominikanischen Republik, Rafael Trujillo.
Außerdem sahen viele Kritiker die Aufgabe der CIA nicht zuletzt darin, Desinformationen im Heimatland zu verbreiten, etwa was das militärisch-nukleare Bedrohungspotenzial des Ostblocks anging, um den US-Militärhaushalt und das Budget der Agency auf einem möglichst hohen Niveau zu belassen. Dagegen sah sich die CIA nicht in der Lage, den Zusammenbruch der Sowjetunion vorherzusagen.
Als nachteilig wird auch die verdeckte CIA-Operation Cyclone für die Mudschahedin ab 1979 angesehen, die in der Zeit von „Säuberungen“ an Kommunisten durch den Vizepräsidenten Hafizullah Amin in Afghanistan begann, sechs Monate vor – und damit entgegen der landläufigen Geschichtsschreibung – der sowjetischen Intervention in Afghanistan. US-Präsident Jimmy Carter, beeinflusst von seinem Sicherheitsberater Zbigniew Brzeziński, unterzeichnete am 3. Juli 1979 die erste Direktive für die Unterstützung der Mudschahedin in Afghanistan. Die sowjetische Armee marschierte am 24. Dezember 1979 in Afghanistan ein. Dies geschah im Wissen darum, dass sich die Wahrscheinlichkeit einer militärischen Intervention der Sowjetunion erhöhen würde. Das Kalkül war, der Sowjetunion eine militärische Belastung aufzuzwingen, die mit der Situation der USA während des Vietnamkriegs vergleichbar war. Brzeziński behauptete 1998, er habe Moskau in die „afghanische Falle“ gelockt. Die Sowjetunion rechtfertigte damals ihre Intervention mit der Behauptung, dass sie beabsichtigten, gegen eine geheime Einmischung der Vereinigten Staaten in Afghanistan zu kämpfen. Dabei wurden die radikalen Warlords, die auch im Drogenhandel (Opium) involviert sind, ebenso gefördert wie islamistische Organisationen, nicht zuletzt über den pakistanischen Geheimdienst ISI. Nach Ende des Kalten Krieges stellten die USA ihre Kontakte zu den Gruppierungen Anfang der 1990er-Jahre weitgehend ein, während der ISI sie weiter als ein Instrument zur Durchsetzung pakistanischer Interessen nutzte. Dies habe zur Stärkung des internationalen Terrorismus geführt, den die USA heutzutage als die stärkste Bedrohung betrachten. Das Phänomen, dass eine verdeckte Operation auf das Ursprungsland zurückfällt, wird als Blowback (engl. für Rückstoß) bezeichnet.
2014 versicherte das Weiße Haus, die CIA würde keine Impfkampagnen mehr zur Informationsbeschaffung nutzen. Die CIA hatte offenbar im Rahmen der Operation Neptune Spear 2011 im Rahmen einer Impfkampagne die unzweifelhafte Identität der Bewohner des Anwesens Bin Ladens zu erhalten versucht. Obschon die Ablehnung alles „Westlichen“ in islamistischen Kreisen grundsätzlich viel älter ist, führte das Bekanntwerden sicher zu einem zusätzlichen Rückschlag für die Polio-Impfkampagne in Pakistan.
Im Zuge von Untersuchungen der Folter-Vorwürfe kam es zu Auseinandersetzungen zwischen der CIA und dem Geheimdienst-Ausschuss des US-Senats im Umgang mit Verschlusssachen.
Im März 2017 wurden per Wikileaks im großen Maßstab Informationen über Abhörtechniken der CIA im IT-Bereich bekannt und unter dem Stichwort Vault 7 öffentlich diskutiert.
Laut dem Historiker Philipp Gassert, der unter anderem zur Geheimdienstkultur in den USA forscht, versucht die CIA den US-amerikanischen Kontrollgremien auch noch in der Gegenwart Informationen vorzuenthalten.

### Menschenrechtsverstöße im Krieg gegen den Terrorismus
Die aktuelle Kritik bezieht sich auf die wiederholt nachgewiesenen Verstöße gegen Menschenrechte im Zuge des sogenannten Kriegs gegen den Terror. Seit etwa 2001 sind die USA dazu übergegangen, terrorverdächtige Personen zu entführen und ohne Gerichtsverfahren über längere Zeit in weltweit verteilten Geheimgefängnissen zu inhaftieren, die das US-Militär als Black sites bezeichnet. Dabei haben die USA Verträge missachtet, die sie selbst ratifizierten und die grundsätzlich jedem Individuum ein Recht auf Schutz vor staatlichen Übergriffen garantieren. Es wurden mehrere Fälle bekannt, bei denen sich nach mehrmonatiger bis jahrelanger Haft herausstellte, dass die Verhafteten unschuldig bzw. Opfer einer Verwechslung waren. Zu den bekanntesten Fällen gehören die Entführungen des in Deutschland geborenen und aufgewachsenen türkischen Staatsbürgers Murat Kurnaz, des Deutschen Khaled al-Masri sowie der Kanadier Maher Arar, die angaben, in Pakistan, Afghanistan bzw. Syrien gefoltert worden zu sein.
Da die CIA offiziell keine Folter anwenden darf, wurde es gängige Praxis, die Gefangenen in befreundete Länder auszufliegen, wo sie von „Verhörspezialisten“ dieser Länder vernommen werden. Besonders kritisiert wird in diesem Zusammenhang die auch von US-Stellen mehrfach bestätigte Tatsache, dass dabei Länder bevorzugt werden, die systematisch foltern, etwa Syrien und Ägypten. Im April 2009 wurden von US-Präsident Barack Obama interne Papiere des Geheimdienstes CIA veröffentlicht, die die Existenz eines polnischen Geheimgefängnisses bestätigen und die belegen, dass Chalid Scheich Mohammed allein im März 2003 183 Mal dem Waterboarding unterzogen wurde, im Schnitt acht Mal pro Tag.
Im Jahr 2005 berichteten Medien, dass die CIA mit Hilfe von als zivil getarnten Fluggesellschaften Transporte von ohne rechtliche Grundlage verhafteten Terrorverdächtigen vornimmt. Genannt wurden die Airlines Premier Executive Transport Services, Tepper Aviation, Pegasus Technologies und Aero Contractors. Dabei soll sie die Frankfurter Rhein-Main Air Base für geheime Gefangenentransporte als Zielort missbraucht haben, um von dort aus die weltweiten Geheimgefängnisse anzufliegen.
Die Berichte führten zu einer offiziellen Untersuchung im Auftrag des Europäischen Parlaments durch den Sonderermittler Dick Marty. Nach seinen Erkenntnissen soll die CIA in Europa über 100 Personen entführt haben. Marty betonte aber, dass er nicht die Kapazitäten besäße, genügend Beweise aufzubringen, um die Folteranlagen zu identifizieren. Dabei warf er einigen europäischen Regierungen vor, in der Angelegenheit eine heimliche Komplizenschaft mit den USA eingegangen zu sein. Insbesondere Polen und Rumänien hätten CIA-Gefängnisse in ihren Ländern ermöglicht.
Die Vorgehensweise deckt sich zumindest teilweise mit der Definition des Verschwindenlassens von Personen, das in dem 2002 in Kraft getretenen Rom-Statut als Verbrechen gegen die Menschlichkeit definiert ist. Es bildet eine der Rechtsnormen für die Rechtsprechung des Internationalen Strafgerichtshofs in Den Haag. Die Regierung von Präsident Bush forderte jahrelang eine Immunität für US-Bürger, die der Strafgerichtshof bislang aber nicht gewähren will. Mit mehr als 50 Staaten haben die USA inzwischen bilaterale Abkommen geschlossen, die eine Auslieferung von US-Bürgern aus diesen Ländern nach Den Haag verhindern sollen.
In Deutschland sind im Zusammenhang mit der Entführung des deutschen Staatsbürgers Khaled al-Masri Haftbefehle gegen 10 CIA-Agenten ausgesprochen worden. In Italien werden wegen der Entführung des Imams Abu Omar 26 CIA-Agenten per Haftbefehl gesucht. Im November 2009 wurden 22 CIA-Mitarbeiter und ein Angehöriger der Luftwaffe zu Haftstrafen zwischen 7 und 9 Jahren verurteilt. Die Berufungsverfahren wurden im September 2012 vom höchsten italienischen Gericht endgültig abgewiesen. Die CIA-Mitarbeiter wurden von den italienischen Ermittlern mit Hilfe einer Software namens Analyst's Notebook der Firma IBM enttarnt. Die Software analysierte die Verbindungsdaten und andere Metadaten einer großen Anzahl von Mobiltelefonen um Muster und Zusammenhänge zu finden.
Im Jahr 2006 erklärte der Oberste Gerichtshof der USA zahlreiche der oben angeführten Praktiken der US-Regierung für ungesetzlich. Um eine legale Grundlage für ihr weiteres Vorgehen zu schaffen, schuf die Bush-Regierung daher das umstrittene Gesetz Military Commissions Act. In einem in der Öffentlichkeit wenig beachteten Teil enthält das Gesetz eine Art Generalamnestie für von US-Bürgern verübte Verbrechen vor Inkrafttreten des Gesetzes, was von Kommentatoren als auf die oben genannten Praktiken bezogen gedeutet wurde.
Nach offiziellen US-Angaben sind die von der CIA betriebenen Geheimgefängnisse im Laufe des Jahres 2006 geschlossen worden. Laut einem Bericht der Financial Times wurde diese unter anderem vom Menschenrechtsrat der UN lange geforderte Entscheidung dadurch beschleunigt, dass Verhörspezialisten der CIA sich wegen der unklaren Rechtslage geweigert hatten, in diesen Einrichtungen weiterhin Gefangene zu verhören.
Im Jahr 2006 veröffentlichte ein Zusammenschluss von sechs Menschenrechtsorganisationen, darunter Amnesty International und Human Rights Watch, eine Liste mit 36 Personen, die entweder erwiesenermaßen oder mit hoher Wahrscheinlichkeit von US-Behörden wie der CIA unter Terrorverdacht gefangen gehalten wurden, und die „verschwunden“ (engl. disappeared) seien. Sie seien weder wieder aufgetaucht, noch würden die US-Behörden Fragen zu ihrem weiteren Schicksal oder deren Verbleib beantworten. Diese Situation hatte sich bis zum April 2009 noch nicht wesentlich geändert. Die US-amerikanische Juraprofessorin Margaret Satterthwaite meinte dazu:

„Bis die US-Regierung das Schicksal und den Verbleib dieser Individuen aufklärt, sind diese Menschen noch verschwunden, und Verschwindenlassen ist eine der schwerwiegendsten internationalen Menschenrechtsverletzungen. (Until the U.S. government clarifies the fate and whereabouts of these individuals, these people are still disappeared, and disappearance is one of the most grave international human rights violations.)“

### Drogenhandel und Geldwäsche
Die Verstrickung der CIA in den Drogenhandel ist vielfach öffentlich nachgewiesen worden. Die Aktivitäten dienten unter anderem der finanziellen Unterstützung verbündeter paramilitärischer Gruppen, zum Beispiel in Laos, Nicaragua und Afghanistan, und zur Destabilisierung von gegnerischen Regierungen und Regimes.
- Der amerikanische Historiker Alfred W. McCoy veröffentlichte bereits 1972 das Buch The Politics of Heroin in Southeast Asia: CIA Complicity in the Global Drug Trade, eine umfangreiche Untersuchung über die Kooperation der CIA mit südostasiatischen Drogenproduzenten während des Vietnamkriegs. Die CIA versuchte durch Druck auf den Verlag, das Manuskript vor Erscheinen zu zensieren. Der investigative Journalist Seymour Hersh schrieb einen Leitartikel über den Zensurversuch in der Washington Post, was einen Skandal auslöste und von vielen Medien aufgegriffen wurde.[64] Nach dem unveränderten Erscheinen des Buchs sagte McCoy vor mehreren Untersuchungsausschüssen des US-Kongresses aus.
- Während der Senatsanhörungen zur Iran-Contra-Affäre 1986 wurde aufgedeckt, dass die nicaraguanischen Contra-Rebellen mit Wissen der CIA jahrelang große Mengen Kokain in die USA geschmuggelt hatten. Aus den Erlösen des Drogenverkaufs finanzierten die paramilitärischen Contra-Verbände ihren Guerillakrieg gegen die linksgerichtete Regierung der Sandinisten.
- 1996 beschrieb der investigative Journalist und Pulitzer-Preisträger Gary Webb in der Artikelserie Dark Alliance, wie das von den Contras eingeschmuggelte Kokain vor allem in den Ghettos von Los Angeles auf den Markt gebracht worden war. Der dadurch ausgelöste Skandal führte zu einer umfangreichen CIA-internen Untersuchung, die Webbs Aussagen im Wesentlichen bestätigte.[65] Webb schrieb später, dass Elemente in der US-Regierung damals über die Aktivitäten des Drogenrings Bescheid gewusst hätten, aber wenig oder nichts unternahmen, um ihnen ein Ende zu setzen. Die durch den Drogenschmuggel der Contras ausgelöste Schwemme an billigem Kokain habe bei Entstehung des ersten großen auf Crack basierenden Kokainmarkts in den USA eine zentrale Rolle gespielt. Die ursprünglich auf Los Angeles beschränkten kriminellen Banden Crips und Bloods hätten mittels ihrer Gewinne aus dem Crack-Verkauf auch in anderen Städten Fuß fassen und den Crack-Missbrauch auch dort in den Vierteln der Schwarzen verbreiten können, so dass aus einem schweren regionalen Problem ein schweres nationales Problem wurde.[66]
- Andere Investigativjournalisten bestätigten Gary Webbs Recherchen[67] und weiteten die Vorwürfe über die Verstrickung von US-Regierungsmitgliedern in den Drogenhandel der Contra-Rebellen noch aus.[68] Der auf Geheimdienstoperationen in Südamerika spezialisierte Journalist Robert Parry schrieb dazu, dass das brisanteste Detail in der offiziellen CIA-Untersuchung zu Webbs Vorwürfen (Hitz-Report) die Offenlegung von Beweisen für eine Involvierung von Reagans Nationalem Sicherheitsrat in den Drogenschmuggel und die Geldwäsche der Contras gewesen sei, insbesondere über den im Weißen Haus für die Contra-Operationen verantwortlichen Oliver North.[65] John Lawn, ein ehemaliger Beamter der US-Drogenbekämpfungsbehörde DEA sagte aus, dass North Undercover-Ermittlungen der DEA an die US-Presse verraten und damit auch das Leben der Undercover-Agenten aufs Spiel gesetzt habe, weil er eine Abstimmung des US-Kongresses zur Unterstützung der Contras manipulieren wollte.[69]
- Die Los Angeles Times, The Washington Post und andere große Zeitungen veröffentlichten Artikel, die darauf hinwiesen, dass die Dark Alliance-Behauptungen übertrieben seien. Im Mai 1997 befand Jerome Ceppos, der Chefredakteur von Mercury News, dass Webb die Crack-Epidemie zu sehr vereinfacht und die angeblich entscheidende Rolle, die die Drogendealer, übertrieben habe. Webb trat im Dezember 1997 von The Mercury News zurück.[70]
- Eine Untersuchung durch das Justizministerium der Vereinigten Staaten wies ebenfalls Webbs Behauptungen zurück und stellte fest, dass „ihre Überprüfung die Hauptanschuldigungen, die in den Artikeln von Mercury News gemacht und angedeutet wurden, nicht untermauerte“. In Bezug auf die konkreten Anklagen gegen die CIA schrieb das DOJ: „Die Implikation, dass die Drogengeschäfte der in den ‚Mercury News‘-Artikeln diskutierten Personen mit der CIA in Verbindung standen, wurde ebenfalls nicht durch die Fakten gestützt.“[71] Auch die CIA ging den Vorwürfen nach und wies sie zurück.[72]

Der amerikanische Professor Christopher Simpson bilanzierte im Jahr 2001 zu den Drogenhandels-Aktivitäten der CIA-Abteilung Directorate of Operations (2005 umbenannt in National Clandestine Service):

„Das Directorate of Operations der CIA – mit anderen Worten, die Abteilung für verdeckte Operationen, paramilitärische Operationen oder „Schmutzige Tricks“, wie immer sie es nennen wollen – hat dokumentiert über einen Zeitraum von mindestens 40 Jahren für einen signifikanten Teil ihrer Arbeit durch den Verkauf von Heroin und Kokain bezahlt. Dies geschah in Vietnam und in Afghanistan, und es passierte in Südamerika und in der Iran-Contra-Affäre. […] Drogengeld ist ein wesentlicher Bestandteil der verdeckten Operationen der CIA, und zwar praktisch seit den Anfängen dieser Behörde.“

Der ehemalige US-Außenminister John Kerry sagte 1987 während der Senatsanhörungen zur Iran-Contra-Affäre, zum Thema des von der CIA tolerierten Drogenschmuggels der Contra-Rebellen in die USA:

„Unser Land machte sich zum Komplizen im Drogenhandel, zur selben Zeit in der wir unzählige Dollars dafür ausgaben, die durch Drogen verursachten Probleme in den Griff zu bekommen – es ist einfach unglaublich. […] Ich weiß nicht, ob wir das schlechteste Geheimdienstsystem der Welt haben; ich weiß nicht, ob wir das beste haben, und sie haben alles gewusst, und einfach weggesehen – aber unabhängig davon wie man es betrachtet, läuft etwas falsch, etwas läuft wirklich falsch da draußen.“

Zum gleichen Anlass äußerte sich auch der US-Senator Al D’Amato:

„Bei Gott, die Geheimdienste dieses Landes sollten in dem Krieg [gegen die Drogenhändler] mithelfen, anstatt mit diesem Abschaum der Erde [orig.: scum of the earth] auch noch zusammenzuarbeiten – denn das haben sie getan.“

Die CIA hat bei der Geldwäsche von Drogengeldern wiederholt mit Banken zusammengearbeitet, die zum Teil eigens zu diesem Zweck gegründet wurden. Eingehend dokumentiert ist der Fall der 1991 spektakulär in Konkurs gegangenen Großbank Bank of Credit and Commerce International (BCCI). Laut einer Untersuchung des amerikanischen Senats war die Bank unter anderem an der Geldwäsche der Drogengewinne der Contras (siehe oben) beteiligt. Senator John Kerry schrieb bereits im April 1989 in einem Bericht: Die CIA wusste von Anfang an, dass die BCCI ein durch und durch korruptes und kriminelles Unternehmen war. Die CIA hat die BCCI deshalb für ihre geheimen Operationen benutzt. Der Zusammenbruch der Bank war eine direkte Folge von Kerrys Untersuchungskommission, deren Ergebnisse die zwangsweise stattfindende Schließung von Niederlassungen der Bank in mehreren Ländern zur Folge hatten.
Über die BCCI liefen auch die Unterstützungszahlungen der CIA für die afghanischen Mudschahedin in den 1980er-Jahren (Operation Cyclone). Die Warlords stiegen zu den weltweit führenden Opium-Produzenten auf. Dies geschah unmittelbar, nachdem die Opiumernte im südostasiatischen Goldenen Dreieck größtenteils ausgefallen war. Der Rohstoff wurde im Grenzgebiet zu Pakistan massenhaft in Heroin umgewandelt. Die regionalen Kriegsherren konnten ihre Gewinne aus dem Drogenhandel über die Bank waschen, was mit zu der enormen Steigerung der Heroinproduktion in der Region beitrug. Robert Morgenthau, ehemaliger Staatsanwalt von New York, bezeichnete die BCCI als „eine der größten kriminellen Unternehmungen der Weltgeschichte“. Ständige Kunden der Bank waren auch Manuel Noriega, der über die BCCI die Herkunft der Drogenprofite für das Medellín-Kartell verwischte, der damalige irakische Diktator Saddam Hussein und der palästinensische Terrorist Abu Nidal.
Das Personal der 1973 gegründeten australischen Nugan Hand Bank bestand hauptsächlich aus ehemaligen CIA-Mitarbeitern, die vorher in Vietnam und Laos tätig waren. Als Rechtsberater (legal counsel) fungierte der ehemalige CIA-Direktor William Colby. Nach der Insolvenz der Bank wurde der Gründer Frank Nugan, ein australischer Rechtsanwalt, erschossen in seinem Wagen aufgefunden. Der zweite Gründer, der amerikanische Staatsbürger und ehemalige US-Special-Forces-Soldat Michael Hand, floh am 14. Juni 1980 mit Hilfe zweier Ex-CIA-Mitarbeiter aus Australien. Er gilt seitdem als vermisst und wird von den australischen Behörden wegen zahlreicher Delikte gesucht, unter anderem wegen Wäsche von Drogengeldern und Betrugs.

## Director of the Central Intelligence Agency (D/CIA)

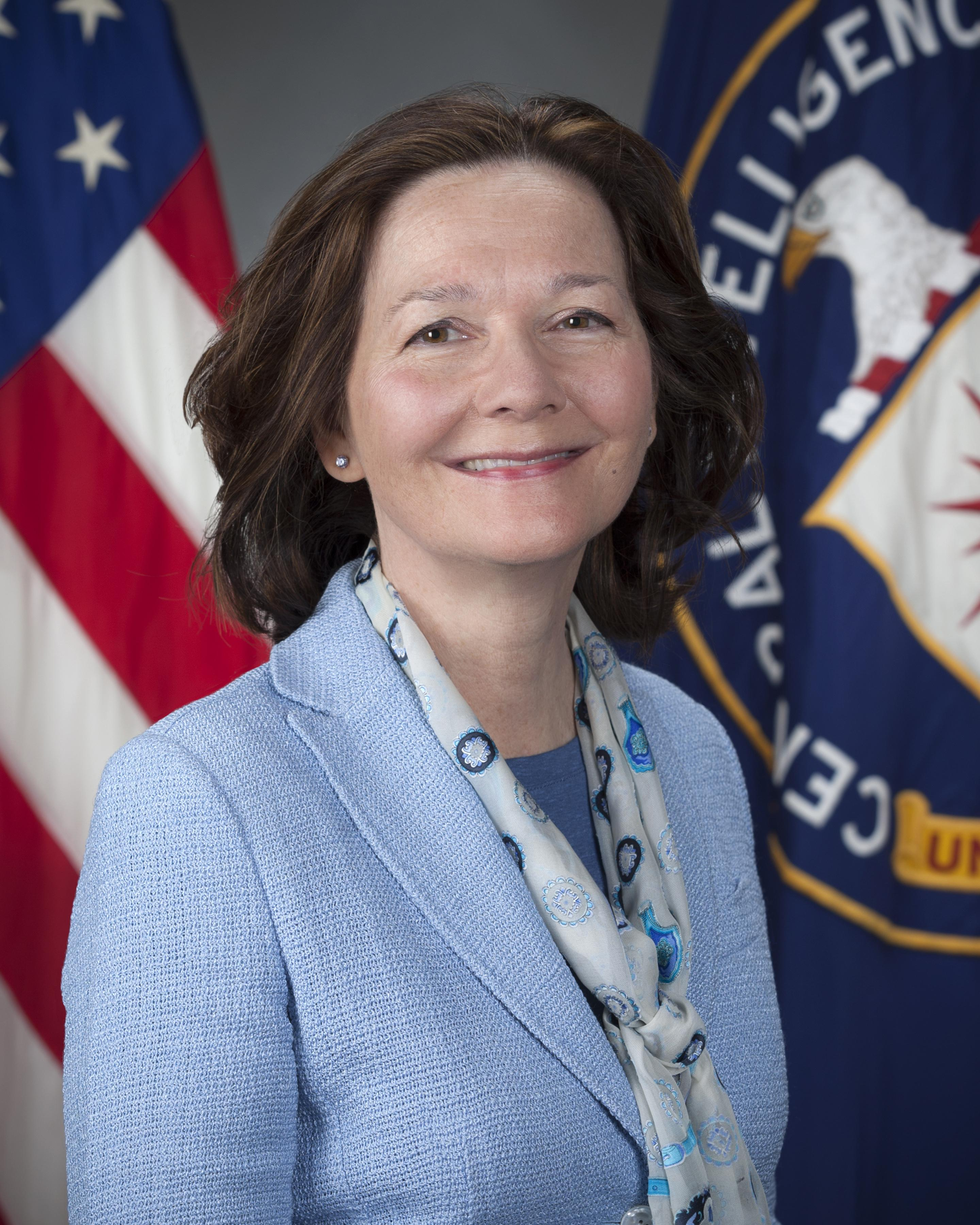
Gina Haspel, derzeitiger DD/CIA

Mit dem Intelligence Reform and Terrorism Prevention Act wurde das Amt des D/CIA auf die Leitung der Central Intelligence Agency beschränkt. Er leitet administrativ die Operationen der CIA sowie die Personal- und Haushaltsplanung. Ferner ist er National Human Source Intelligence (HUMINT) Manager. Er untersteht dem Director of National Intelligence (DNI).
siehe: Director of the Central Intelligence Agency
Office of the Director of the Central Intelligence Agency
| Posten                   | Amtsinhaber                          |
| ------------------------ | ------------------------------------ |
| Deputy Director (DD/CIA) | William J. Burns                     |
| Chief Operating Officer  | Brian Bulatao                        |
| Director of Analysis     | Fran P. Moore                        |
| Director of Operations   | John D. Bennett                      |
| Inspector General        | Christopher Sharpley (kommissarisch) |

## Budget der US-Geheimdienste 2013

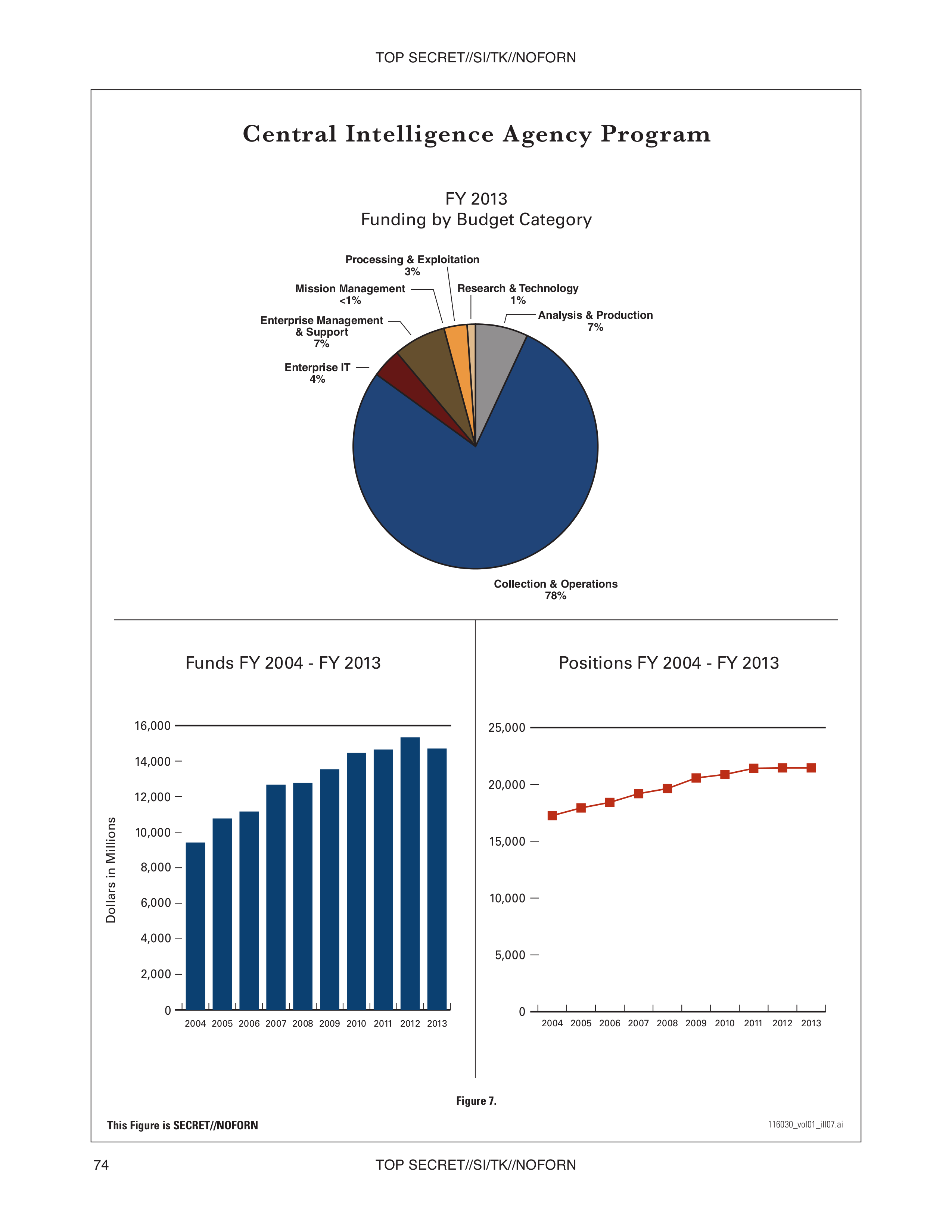
CIA-Budget 2004–2013

Nach einem Bericht der Washington Post betrug das Budget aller Nachrichtendienste der USA 2013 zusammen 52,6 Milliarden US-Dollar. Nachfolgend sind die fünf größten Behörden aufgeführt, deren jeweilige Budgets die Post in die vier Kategorien Unterhalt, Sammeln von Daten, Datenverarbeitung und -verwertung sowie Datenanalyse unterteilt hat.
| Name der Behörde/des Programms | Name der Behörde/des Programms           | Budget Verwaltung und Unterhalt (Management and support) | Budget Datenbeschaffung (Data collection) | Budget Datenverarbeitung und -verwertung (Data processing and exploitation) | Budget Datenanalyse (Data analysis) | Budget Gesamt |
| ------------------------------ | ---------------------------------------- | -------------------------------------------------------- | ----------------------------------------- | --------------------------------------------------------------------------- | ----------------------------------- | ------------- |
|                                | Central Intelligence Agency              | 01,8                                                     | 11,500                                    | 0,387                                                                       | 1,100                               | 14,787        |
|                                | National Security Agency                 | 05,2                                                     | 02,500                                    | 1,600                                                                       | 1,500                               | 10,800        |
|                                | National Reconnaissance Program          | 01,8                                                     | 06,000                                    | 2,500                                                                       | –                                   | 10,300        |
|                                | National Geospatial-Intelligence Program | 02,0                                                     | 00,537                                    | 1,400                                                                       | 0,973                               | 04,910        |
|                                | General Defense Intelligence Program     | 01,7                                                     | 01,300                                    | 0,228                                                                       | 1,200                               | 04,428        |
| Gesamt                         | Gesamt                                   | 12,5                                                     | 21,837                                    | 6,115                                                                       | 4,773                               | 45,225        |

Angaben in Milliarden US-Dollar

## Der CIA-Folterreport 2014
Am 9. Dezember 2014 wurde vom Geheimdienstausschuss des US-Senats der CIA-Folterreport (offiziell: Committee Study of the Central Intelligence Agency’s Detention and Interrogation Program) veröffentlicht. Die 480 Seiten lange Zusammenfassung des 6300-seitigen, als vertraulich eingestuften Senatberichts bestätige lang bekannte Vermutungen, dass auf hoher Ebene „systematische Verbrechen und grobe Verletzungen der internationalen Menschenrechtsgesetze“ begangen worden seien, dass die Praktiken im Wesentlichen wirkungslos waren und dass CIA-Regierungsbeamte das Weiße Haus, das Justizministerium und den US-Kongress über Art, Ausmaß und Erfolg der Verhörmethoden routinemäßig irreführten und mehrfach belogen – so fasste die New York Times Erkenntnisse aus dem Folterreport zusammen.
Eine Kernaussage des Folterreports ist: Die angewandten Foltermethoden waren in ihrem Spektrum größer und in ihrer Durchführung weit brutaler und sehr viel intensiver, als dies bis dahin die Öffentlichkeit erfahren hatte. Dabei seien kaum verwertbare Informationen erlangt worden – im Gegenteil sei es oft zu Fehlinformationen gekommen.
Zu den angewandten Foltermethoden zählten Einsatz von Insekten, vorgetäuschtes Begräbnis, Sippenhaft, Schlafentzug bis zur Halluzination, Scheinhinrichtungen, wochenlanges Waterboarding (Ertränkungsfolter bis zur Besinnungslosigkeit), völlige Verwahrlosung, rektale Folterung (puriertes Essen wurde rektal in den Dickdarm verabreicht und rektale Wasserzuführung – ohne medizinische Notwendigkeit), sexuelle Demütigung und Vergewaltigung – dabei konnte die Folterung bis zum Tod gehen, wie im Fall des versehentlich festgenommenen Gul Rahman im berüchtigten Geheimgefängnis „Cobalt“ in Afghanistan, der nach Eisduschen getötet wurde. Ein weiterer war Manadal Al-Jamadi, der starb, nachdem er, den Kopf in einer Plastiktüte, an einer Wand wie am Kreuz aufgehängt worden war (Abu-Ghuraib-Folterskandal). Einer dieser Gefangenen war eine „intellektuell minderbemittelte Person“, die nur verhaftet wurde, um sie als Druckmittel gegen ein anderes Familienmitglied zu benutzen.
Dabei beschreibt der Bericht keine bedauerlichen Einzelfälle, Exzesse oder die Taten von einzelnen Individuen, sondern ein systematisches, organisiertes, in vollem Umfang autorisiertes Programm, das von Präsident George W. Bush und Vizepräsident Dick Cheney genehmigt worden war, als nach den Anschlägen vom 11. September 2001 die „robusten Befragungs-Techniken“ gegen Verdächtige freigegeben wurden. Im Jahr 2002 gab die damalige Nationale Sicherheitsberaterin Condoleezza Rice der CIA die Genehmigung, den Palästinenser Abu Subeida zu foltern – sie wurde 2005 Außenministerin. Der damalige CIA-Direktor George Tenet genehmigte offiziell das Programm, der derzeitige CIA-Direktor John O. Brennan, war Tenets ausführender Assistent. Im Justizministerium von John Ashcroft verfassten die Rechtsberater John Yoo und Jay Bybee, die berüchtigten „Folter-Memos“. Die Psychologen Bruce Jessen und James Mitchell entwickelten die Foltermethoden. Jose Rodriguez, der Antiterrorchef der CIA, genehmigte die Zerstörung von Videobändern, die die Verbrechen dokumentierten.
Auf völkerrechtlicher Ebene sind alle diese Methoden staatlicher Brutalität und Morde durch die Genfer Konventionen, die sie als Kriegsverbrechen einstufen, und das Übereinkommen der Vereinten Nationen gegen Folter und andere grausame, unmenschliche oder erniedrigende Behandlung oder Strafe verboten; das Folterverbot ist absolut, es gibt keine Ausnahmen, und die Unterzeichner verpflichteten sich, gegen Verstöße vorzugehen. Auf staatlicher Ebene verletzen sie auch die amerikanische Verfassung und Gesetze, die Folter und Mordanschläge verbieten. Zur Verschleierung der Folter richtete die CIA klandestine Geheimgefängnisse, „Black Sites“, in Ländern wie Afghanistan, Thailand, Rumänien, Polen oder Litauen ein. Um die Folterungen durchzuführen, arbeitete die CIA dabei mit vielen der repressivsten autoritären Regime der Welt zusammen – gerade auch mit jenen Diktaturen, von denen die US-Regierung behauptet sie zu bekämpfen, einschließlich Ägyptens unter Hosni Mubarak, Syriens unter Baschar al-Assad und Libyens unter Muammar al-Gaddafi.
Der unabhängige Senator Angus King erklärte: „Wir haben Dinge getan, für die wir japanische Soldaten nach dem Zweiten Weltkrieg wegen Kriegsverbrechen vor Gericht gestellt haben.“
Bei den Vereinten Nationen wurden strafrechtliche Konsequenzen verlangt. Der UNO-Hochkommissar für Menschenrechte Zeid Ra'ad Al-Hussein erinnerte an die UN-Antifolterkonvention – danach dürfen auch außergewöhnliche Umstände wie Krieg oder Kriegsgefahr, innenpolitische Instabilität oder ein sonstiger öffentlicher Notstand, nicht als Rechtfertigung für Folter geltend gemacht werden. Die USA unterschrieben die Antifolterkonvention 1988 und ratifizierten es nach langen Jahren endlich 1994. Der UNO-Sonderberichterstatter zu Anti-Terror-Maßnahmen und Menschenrechten Ben Emmerson erklärte: „Jetzt ist die Zeit zu handeln – die Verantwortlichen müssen zur Rechenschaft gezogen werden“, diejenigen, die verantwortlich seien, müssten „strafrechtlichen Sanktionen gegenübertreten, die der Schwere ihrer Verbrechen entsprechen“ und sprach von einer „kriminellen Verschwörung“.

## Sonstiges

### Skulptur Kryptos
Auf dem Gelände der Central Intelligence Agency in Langley steht die Skulptur Kryptos. Von den vier verschlüsselten Botschaften wurden bisher nur drei entschlüsselt.

### CIA-Publikationen

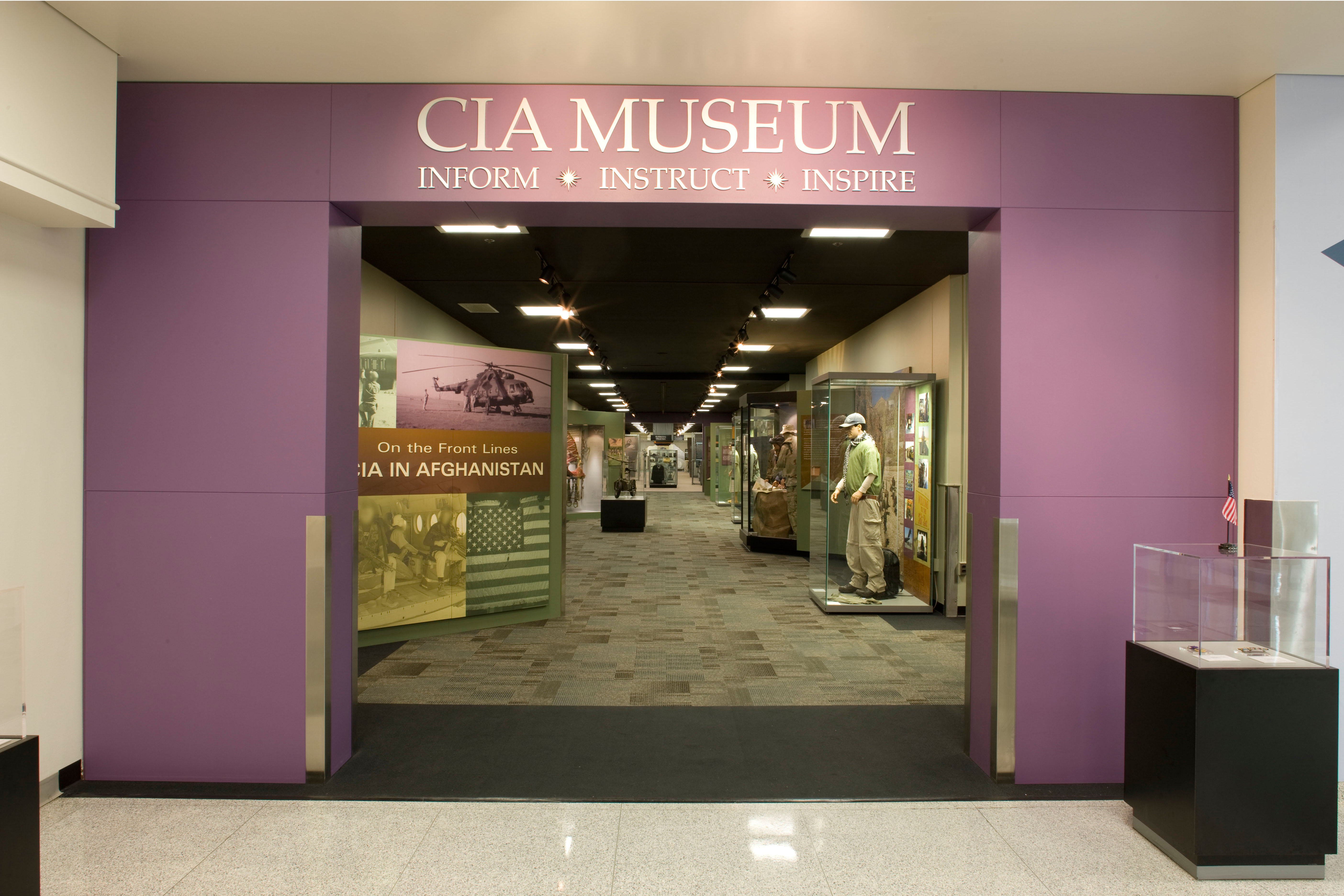
Eingang zum CIA-Museum

Eine der CIA-Publikationen, das CIA World Factbook, unterliegt nicht den Geheimhaltungsvorschriften und ist ohne Urheberrecht-Beschränkungen frei verwendbar.
Mit Studies in Intelligence veröffentlicht die CIA ein eigenes wissenschaftliches Fachjournal, welches sich mit nachrichtendienstlicher Arbeit beschäftigt. Es wurde 1955 eingeführt und ist seit 1992 teilweise für die Öffentlichkeit zugänglich.
Es existiert ein CIA-Museum, das technische Ausrüstungen zeigt, die die CIA im Laufe der Jahre einsetzte. Ebenso befinden sich dort Informationen zur Geschichte des Dienstes. Das Museum ist für die Öffentlichkeit nur online zugänglich.
2006 wurde bekannt, dass die CIA eine Reihe von Dokumenten, die im Sinne des Informationsfreiheitsgesetzes von der Geheimhaltung befreit waren, über Jahre hinweg der Öffentlichkeit zum Teil rechtswidrig wieder entzogen hat.

### Wissenschaft und Forschung
Das Direktorat für Wissenschaft und Technologie (Directorate of Science & Technology, DS&T) ist einer der vier Hauptbestandteile des Nachrichtendienstes.
1999 gründete der Nachrichtendienst die Wagniskapitalgesellschaft In-Q-Tel mit dem ausdrücklichen Geschäftszweck, die CIA und die anderen Nachrichtendienste der Vereinigten Staaten mit der neuesten Technologie zu versorgen.
Im Dezember 2010 gründete die CIA eine Arbeitsgruppe, die WikiLeaks Task Force, die sich mit den Auswirkungen der Veröffentlichung von Depeschen US-amerikanischer Botschaften durch WikiLeaks befassen soll.

## Enttarnte Mitarbeiter
- Mark Carlton (2011, Pakistan)[113]
- Jonathan Banks (2010, Pakistan)[114]
- Jennifer Lynne Matthews (Leiterin der CIA-Basis in der Forward Operating Base FOB Chapman in Ost-Afghanistan, getötet 2010 im Alter von 45 Jahren beim Attentat im Camp Chapman)[115]
- Darren LaBonte (CIA-Agent, getötet 2010 im Alter von 35 Jahren durch Selbstmord-Attentäter im Camp Chapman)[115]
- William J. Daugherty, Herbst 1979, Iran. Mitarbeiter des Teheraner Büros.[116]
- Daniel A. Mitrione (CIA-Agent und Fachmann für Folterungen mittels Elektroschocks, dergestalt Sicherheitsberater verschiedener Innenbehörden von mit den USA verbündeten lateinamerikanischen Staaten, wird in der uruguayischen Hauptstadt Montevideo nach zehntägiger Geiselhaft am 10. August 1970 von Tupamaros erschossen, nachdem die Verhandlungen mit der Regierung über die Freilassung politischer Gefangener gescheitert waren)
- Stephen Holmes[117][118] (Leiter der CIA-Basis in Moskau). Er wurde vom russischen FSB im Zusammenhang mit der Festnahme des CIA-Agenten Ryan Fogle enttarnt.[119]
- Valerie Plame (2003, Washington DC.). Sie wurde durch den damaligen US-Vizeaußenminister Richard Armitage während einer politischen Auseinandersetzung verraten.